# Bourse des valeurs mobilières de l'Afrique centrale
La Bourse des valeurs mobilières de l'Afrique centrale (BVMAC) est une place boursière régionale basée à Douala qui dessert les marchés du Cameroun, de la République centrafricaine, de la République du Congo, du Gabon, de la Guinée équatoriale et du Tchad. Elle est instituée par la Communauté économique et monétaire de l'Afrique centrale (CEMAC) en juin 2003 et la première cotation a eu lieu en 2008. En 2019, elle fusionne avec le Douala Stock Exchange pour former un seul marché boursier dans la zone CEMAC, le Cameroun ayant jusque là son propre marché,.

## Histoire
Dans les années 1990, la CEMAC est frappée par une crise bancaire qui entraîne la fermeture de plusieurs établissements de la sous-région. Les gouvernements commencent dès lors à penser à développer un marcher boursier régional qui pourrait permettre aux entreprises d'avoir accès à des ressources de long terme. Après une étude de faisabilité supervisée par la BEAC en 1999, les chefs d'État de la CEMAC entérinent le projet d'une bourse régionale au Sommet de N'Djaména en 2001 et arrêtent leur choix sur Libreville comme siège de celle-ci. 
En parallèle, le projet d'une bourse nationale camerounaise prend de l'ampleur. Les autorités de Yaoundé considèrent qu'au vu de leur économie (première de la CEMAC), le siège de la bourse doit leur revenir. C'est ainsi qu'est créé le Douala Stock Exchange en 2001.
La BVMAC voit officiellement le jour en 2003 mais la première cotation n'est lancée que le 13 août 2008. Il s'agit d'un emprunt obligataire de l'État Gabonais. Alors que les autorités prévoyaient trois introductions par an, la BVMAC peine à décoller. Sont cotées principalement des emprunts obligataires. La seule action introduite est celle de SIAT Gabon en 2013.
En octobre 2017, les chefs d'État de la sous-région décident lors d'un sommet organisé à N'djamena, de fusionner les deux bourses existant en zone CEMAC. Cette décision est confirmée lors d'un nouveau sommet le 24 mars 2018. Un compromis est trouvé : la bourse unique aura pour siège Douala et le régulateur Libreville. 

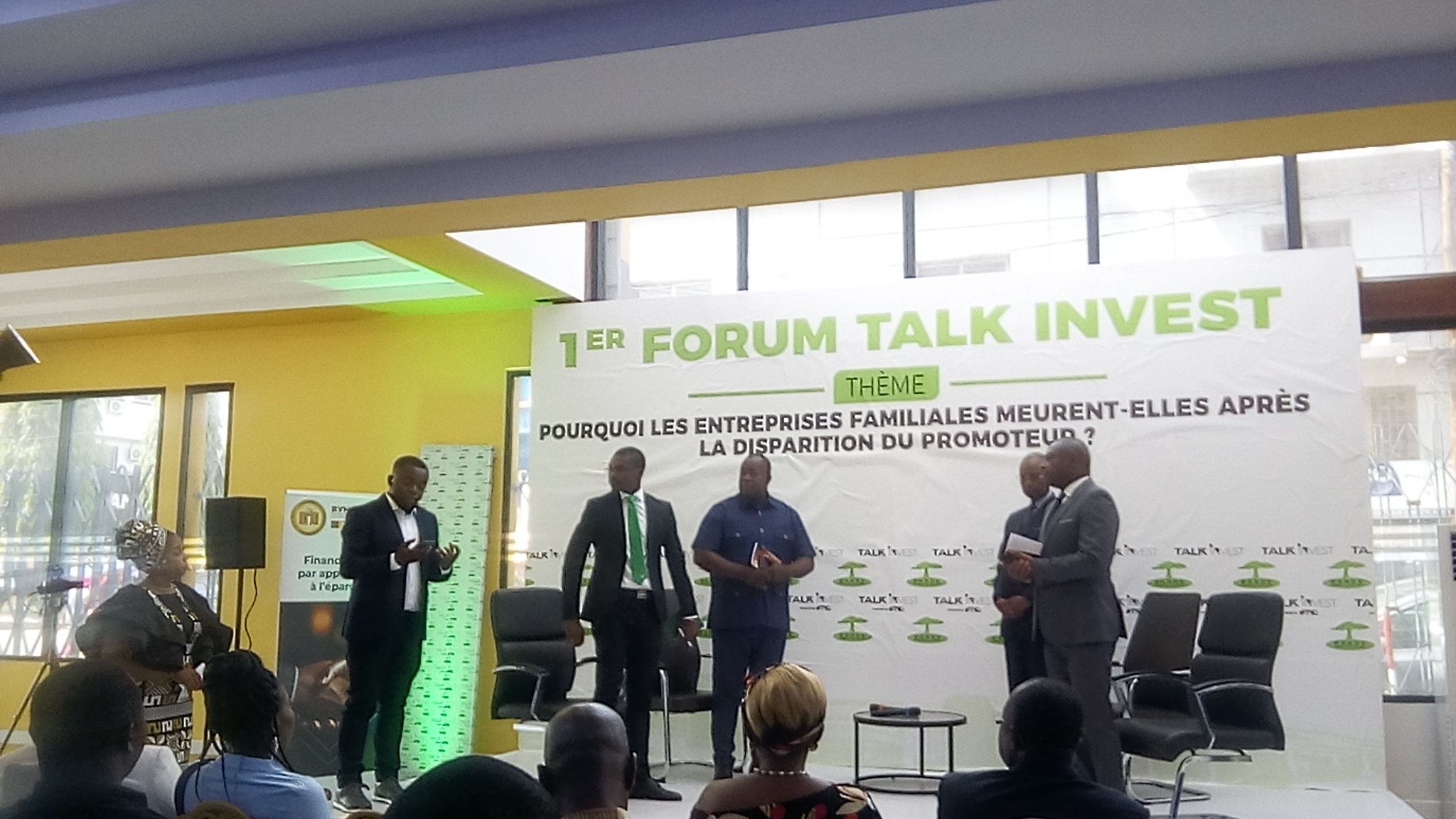
1ère édition du Forum Talk Invest tenu le 4 avril 2025

Le rapprochement des deux marchés se met en place à commencer par le régulateur. La CMF et la COSUMAF fusionnent en avril 2019. Les marchés boursiers de la sous-région sont fusionnés à la fin juin 2019. Le 4 juillet, le Gabonais Henri-Claude Oyima est élu président du conseil d’administration de la BVMAC. Le Camerounais Jean Claude Ngbwa est désigné directeur général par intérim de la nouvelle bourse. La BVMAC qui a désormais son siège à Douala devient le 5 juillet 2019 la seule bourse de la CEMAC.
En 2025, débute la plus grande cotation boursière, l'introduction en bourse de la banque gabonaise BGFIBank.